# 煎䭔
煎䭔又稱煎堆、煎嗲、饘䬾、煎炱（台羅：tsian-te／tsian-ter），是台灣與閩南地區現今於端午節所食用的傳統食物，與又被稱為芝麻球的油炸麵食煎堆不同。

## 名稱
煎䭔的名稱俗寫為「煎堆」或「煎鎚」，在安平常稱為「煎嗲」；在鹿港則習慣書寫為「饘䬾」。或以臺灣話稱之為「煎炱」，其發音因方言差而為tsian-te或tsian-ter。

## 歷史
煎䭔的起源與上古以煎餅「補天穿」或是「薰天」的習俗有關係。:269:490補天的習俗依附於女媧神話傳說，可能具有與自然氣候相關的意義。:193-294天穿的定義隨歷史時期和地區而有不同，其中農曆約正月至二月春季多雨的時節被稱作天穿。
煎䭔與端午節產生連結的時間不可考。:271:319煎餅補天穿的習俗因為神話和季節氣候，而有補屋漏或是補天止雨的意義，可能在福建與台灣因地制宜而漸移至約在梅雨季結束的端午節。:191:281《泉州府志·風俗》載：「端陽五月以米粉或麵和物於油内煎之，謂之堆。」並無提及女媧傳說，不過在泉州、鹿港等地區仍有煎堆補天的說法。
在泉州和安平，煎堆起源的說法至少從1930年代起與鄭成功產生連結。:21在台灣，歷史紀錄中端午有食用煎堆習俗的地區，有安平、鹿港、艋舺、北港:282、嘉義，多為泉州移民聚集地，現只餘安平、鹿港兩地。

## 地方差異
泉州的煎堆以麵粉、地瓜粉或米粉加入水，再加上白糖或是韭菜、蝦米、食鹽等和成麵糊。將麵糊倒入鍋中煎熟，再撒以蔥花。彰化鹿港的煎堆的主要材料為麵粉與糯米粉，常佐以韭菜、豆芽菜、蔥、香菇、蚵等配料，鹹甜均可。口感質地類似於蚵仔煎。台南安平則以糯米漿瀝水盛糯米粉塊，甜者與紅糖混和，鹹者摻以肉燥，揉勻取掌大攤平於鍋中煎熟。也有加入冬瓜糖、花生仁、筍絲、扁魚、蔥酥等作法。

## 文化
煎䭔在南安、安平一帶被認為與鄭成功有關。
在南安，傳說鄭成功渡台後，清廷採取「平海五策」，令遼東至廣東沿海民往內陸遷界三十里，以禁絕沿海居民透過貿易資助鄭成功。端午節時，南安居民於路途中以身邊雜糧隨意煎䭔過節。嗣後南安遷界的居民於端午節食用煎堆紀念此事。:281:21
在安平，最早有根據荷西時期通事胡興《紅毛籠城記》記載的說法：鄭氏來台時，五穀被荷蘭人藏於城中，鄭軍無法獲得足夠糧食故向民間徵收豆類、番薯。時至端午，居民無米只好以番薯打漿，加入糖或蚵、蝦米等海產煎䭔代替粽子。然《紅毛籠城記》原書已佚，紀錄中向民間徵糧的時間分別為四月、七月與八月，因此五月徵糧煎堆此說無從考證。:282:22現今安平當地傳說，鄭成功從在17世紀率領軍從金門來台以後，軍隊作戰糧食有限，民間存糧更是貧乏，常用番薯充飢。因此當首年端午節就面臨著無糧可包粽的情境。鄭成功想出了代替包粽子的方法，讓大家收集而來的豆類、番薯和水打成漿，加上臨海的小魚、蝦米，做成煎鎚來代替粽子。此說法相近於前者，然而安平煎䭔轉而成為鄭成功的發明，可能源於居民漿傳說依附至文化英雄的心理。:283台灣民間習俗，家中有人喪後三年不包粽炊粿。安平當地傳說因為居民為感念國姓爺，端午節不包粽子改用煎鎚的方式來悼念鄭成功:282；或是鄭成功逝世後城內外禁煙火，故低調煎堆過節。煎堆又被稱為「台灣第一吃」。
在泉州、鹿港、北港等地則都有煎堆補天的傳說。:282在北港煎堆又被稱為「補天餅」。:14雖然客家族群也有補天穿的重要文化 ，但閩客兩族群的補天習俗傳承自不同歷史和地理途徑。:14
安平有以煎嗲為原型的文創設計。鹿港端午節前後鹿港鎮公所會於公會堂廣場和鹿港天后宮廟埕分送煎堆給民眾，過去的煎堆是甜的，在現今則以鹹煎堆為主。

## 註释
1. ↑  晉·王嘉，《拾遺記》：江東俗，正月二十日為天穿，已紅絲縷繫煎餅餌置屋上，謂之補穿。相傳女媧氏以是日補天故也。
2. ↑  晉·郭緣生，《述徵記》：正月七日…北人此日食煎餅，於庭中做之，云薰天。
3. ↑  古憲，立春、驚蟄、雨水、春分、穀雨、清明，漢改立春、雨水、驚蟄、春分、清明、穀雨，則雨水改早十五日，穀雨改遲十五日，自正月中氣至二月節氣，為今古憲雨水之日。自正月十六至二月一日，皆可謂天穿。…亦祝雨水無穿漏之意。